# Třída Scott
Třída Scott byla třída vůdčích lodí torpédoborců Royal Navy z období první světové války. Jejich oficiální britské označení je Admiralty type flotilla leader. Pro britské námořnictvo jich bylo postaveno osm kusů. Ve službě byly v letech 1918–1947. Nasazeny byly za obou světových válek. V boji byl jeden potopen a druhý po těžkém poškození neopraven. Zbývající byly vyřazeny.
Na základě třídy Scott byly vyvinuty také španělské torpédoborce třídy Churruca (16 ks) a argentinské torpédoborce třídy Mendoza (3 ks).

## Pozadí vzniku
Vůdčí lodě torpédoborců byly vyvinuty roku 1916. Celkem bylo objednáno 10 jednotek této třídy, do jejich stavby se zapojily loděnice Cammell Laird v Birkenheadu a Hawthorn Leslie v Hebburnu. Později byla stavba dvou plavidel zrušena. Ostatní byly do služby přijaty v letech 1918–1919.
Jednotky třídy Scott:
| HMS Scott                   | 19.2.1917  | 18.10.1917 | 17. leden 1918  | Dne 15. srpna 1918 potopen německou ponorkou.                               |
| HMS Bruce                   | 12.5.1917  | 26.2.1918  | 30.5.1918       | Vyřazen a 22. listopadu 1939 potopen u ostrova Wight jako cvičný cíl.       |
| HMS Douglas                 | 30.6.1917  | 8.6.1918   | 2.9.1918        | V roce 1945 prodán do šrotu.                                                |
| HMS Montrose                | 4.10.1917  | 10.6.1918  | 14.9.1918       | Dne 10. června 1944 byl během vylodění v Normandii poškozen, neopraven.     |
| HMS Stuart                  | 18.10.1917 | 22.8.1918  | 21.12.1918      | Roku 1933 byl předán australskému námořnictvu. V roce 1947 prodán do šrotu. |
| HMS Campbell                | 10.11.1917 | 21.9.1918  | 21.12.1918      | V roce 1947 prodán do šrotu.                                                |
| HMS Mackay (ex Claverhouse) | 5.3.1918   | 21.12.1918 | 19. květen 1919 | V roce 1947 prodán do šrotu.                                                |
| HMS Malcolm                 | 27.3.1918  | 29.5.1919  | 14.12.1919      | V roce 1945 prodán do šrotu.                                                |
| HMS Barrington              | 1918       | –          | –               | Stavba zrušena roku 1918.                                                   |
| HMS Hughes                  | 1918       | –          | –               | Stavba zrušena roku 1918.                                                   |

## Konstrukce

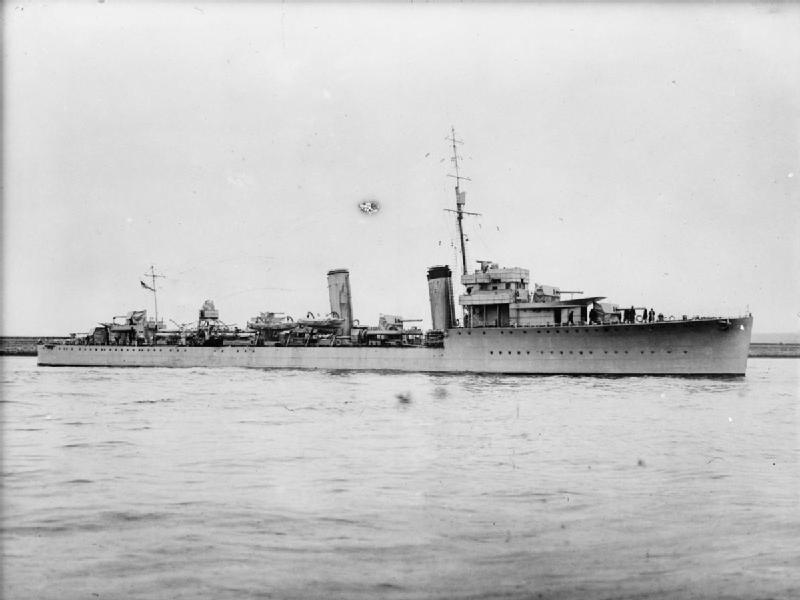
HMS Douglas

Po dokončení nesly pět 120mm kanónů, jeden 76mm kanón, dva 40mm kanóny, dva trojhlavňové 533mm torpédomety, dále dva vrhače a jednu skluzavku hlubinných pum. Pohonný systém tvořily čtyři kotle Yarrow a dvě sady turbín Parsons (Stuart a Montrose měly turbíny Brown-Curtis) o výkonu 40 000 hp. Nejvyšší rychlost dosahovala 36 uzlů. Dosah byl 5000 námořních mil při rychlosti 15 uzlů.